# Castrillo de la Ribera
Castrillo de la Ribera es una localidad española, perteneciente al municipio de Villaturiel, en la provincia de León y la comarca de La Sobarriba, en la comunidad autónoma de Castilla y León. Situado en el margen izquierdo del río Bernesga. Perteneció a la antigua Hermandad de La Sobarriba.

## Geografía

### Ubicación
| Noroeste: Trobajo del Cerecedo | Norte: Santa Olaja de la Ribera | Noreste: Valdelafuente      |
| Oeste: Vilecha                 |                                 | Este: Valdesogo de Arriba   |
| Suroeste Torneros del Bernesga | Sur: Marialba de la Ribera      | Sureste: Valdesogo de Abajo |

## Demografía
Evolución de la población
| Gráfica de evolución demográfica de Castrillo de la Ribera entre 2000 y 2014 |
|                                                                              |
| Población de derecho (2000-2014) según el padrón municipal del INE           |